# Velká šestka (film)
Velká šestka je počítačově animovaný film z roku 2014 od Walt Disney Animation Studios režie Dona Halla.

## Děj
Zvláštní pouto, které se vyvíjí mezi nafukovacím robotem Baymax plus velikosti a zázračným Hiro Hamadou, který se spojil se skupinou přátel a vytvořil skupinu špičkových hrdinů.

## Obsazení
| Scott Adsit       | Baymax         |
| Ryan Potter       | Hiro Hamada    |
| Daniel Henney     | Tadashi Hamada |
| T. J. Miller      | Fred/Fredzilla |
| Jamie Chung       | GoGo Tomago    |
| Damon Wayans Jr.  | Wasabi         |
| Génesis Rodríguez | Honey Lemon    |
| Maya Rudolph      | Cass Hamada    |
| Alan Tudyk        | Alistair Krei  |

### Dabing[4]
| Kamil Halbich           | Baymax            |
| Ondřej Havel            | Hiro Hamada       |
| Marek Holý              | Tadashi Hamada    |
| Jan Dolanský            | Fred/Fredzilla    |
| Táňa Vilhelmová         | GoGo Tomago       |
| Michal Holán            | Wasabi            |
| Anna Theimer Suchánková | Honey Lemon       |
| Miroslava Pleštilová    | Cass Hamada       |
| Jiří Dvořák             | Alistair Krei     |
| Ladislav Županič        | Robert Callaghan  |
| Pavlína Kostková        | Abigail Callaghan |
| Tomáš Bartůněk          | Yama              |
| Tereza Chudobová        | Pořadatelka       |
| Pavel Šrom              | Seržant           |
| Petr Pelzer             | Fredův táta       |